# Amphimedon rubida
Amphimedon rubida är en svampdjursart som beskrevs av Gustavo Pulitzer-Finali 1993. Amphimedon rubida ingår i släktet Amphimedon och familjen Niphatidae. Inga underarter finns listade i Catalogue of Life.